# آندرس ماک
آندرس ماک (انگلیسی: Andrés Mack; ۱۲ نوامبر ۱۸۷۶ – ۶ اکتبر ۱۹۳۶) بازیکن فوتبال اهل آرژانتین بود.
از باشگاه‌هایی که در آن بازی کرده‌است می‌توان به اشاره کرد.
وی همچنین در تیم ملی فوتبال آرژانتین بازی کرده‌است.